# Kindsbach
Kindsbach település Németországban, Rajna-vidék-Pfalz tartományban. Lakosainak száma 2505 fő (2023. december 31.).

## Népesség
A település népességének változása:
| Lakosok száma | 2642 | 2402 | 2373 | 2483 | 2514 | 2505 |
|               | 1975 | 2017 | 2019 | 2021 | 2022 | 2023 |